# Smilium horridum
Smilium horridum is een rankpootkreeftensoort uit de familie van de Calanticidae. De wetenschappelijke naam van de soort is voor het eerst geldig gepubliceerd in 1912 door Pilsbryi.